# 日向北川デジタルテレビ中継局
日向北川デジタルテレビ中継局（ひゅうがきたがわデジタルテレビちゅうけいきょく）は、宮崎県延岡市にあるデジタルテレビ中継局である。

## 概要
延岡市北川町のJR日豊本線北川駅および日向長井駅周辺地域を放送区域としている。

## 放送設備

### 所在地
- 宮崎県延岡市北川町長井（JR北川駅南方の高地）

### 地上デジタルテレビ放送
| ID | 放送局名      | 放送局名      | 物理チャンネル | 空中線電力 | ERP   | 放送対象地域 | 放送区域内世帯数 |
| -- | ------------- | ------------- | -------------- | ---------- | ----- | ------------ | ---------------- |
| 1  | NHK宮崎       | 総合          | 27ch           | 100mW      | 330mW | 宮崎県       | 418世帯          |
| 2  | NHK宮崎       | Eテレ         | 25ch           | 100mW      | 330mW | 全国         | 418世帯          |
| 3  | UMKテレビ宮崎 | UMKテレビ宮崎 | 31ch           | 100mW      | 330mW | 宮崎県       | 418世帯          |
| 6  | MRT宮崎放送   | MRT宮崎放送   | 29ch           | 100mW      | 330mW | 宮崎県       | 418世帯          |

#### 補足
- 2009年7月2日予備免許交付、同8月4日試験放送開始、同9月1日本放送開始[2]。
- 実効輻射電力（ERP）：NHK総合・Eテレ、UMKテレビ宮崎、MRT宮崎放送ともに330mWである[3][4][5][6]。